# Meilė Lukšienė
Meilutė Julija Lukšienė-Matjošaitytė (* 20. August 1913 in Wien, Österreich; † 16. Oktober 2009 in Vilnius, Litauen) war eine litauische Literaturwissenschaftlerin und Bildungshistorikerin, Professorin an der Vytautas-Magnus-Universität Kaunas.

## Leben
Von 1924 bis 1931 lernte sie am Vytautas-Gymnasium in Vilnius und von 1931 bis 1938 studierte sie Lituanistik an der Vytautas-Magnus-Universität in Kaunas. 1973 promovierte sie in Pädagogik.
Von 1951 bis 1958 war sie Leiterin des Lehrstuhls für Litauische Literatur an der Universität Vilnius und von 1959 bis 1997 wissenschaftliche Mitarbeiterin am Institut für Pädagogik.

## Schriften
- Jono Biliūno kūryba, monografija, 1956
- Lietuvos švietimo istorijos bruožai XIX a. I pusėje, 1970
- Demokratinė ugdymo mintis XVIII a. II p. – XIX a. I pusė, 1985
- Jungtys, 2000

## Auszeichnungen
- Pirmasis Švetimo ir mokslo ministerijos Garbės ženklas
- 1994: Orden des litauischen Großfürsten Gediminas 5. Klasse
- 2003: Orden Vytautas des Großen - Komandoro didysis kryžius (für Arbeiten in der litauischen Bildung)
- 2004: Johann-Amos-Comenius-Medaille der UNESCO